# Васил Бакърджиев
Васил Николов Бакърджиев е български режисьор, актьор, сценарист и кинооператор.
Роден е в град Русе на 1 януари 1906 г. Завършва първоначално Българската драматична школа, а след това и Киношколата-студия на Николай Ларин.
В 1941 година е актьор в българския Скопски народен театър.
Умира на 5 април 1980 г.

## Филмография
Като режисьор:
- Мене ме, мамо, змей люби (1946)
- Селското чудовище (1939)
- Врагове (1938)
- Пакостници (1937)
- Пред отечеството да забравим омразата си (1935)
- Фамозният килим (1933)
- Кражбата в експреса (1931)
- На тъмен кръстопът (1930)
- Атентатът в Света Неделя (1925)
- Чарли Чаплин на Витоша (1924)

Като сценарист:
- Селското чудовище (1939)
- Врагове (1938)
- Пред отечеството да забравим омразата си (1935)
- Фамозният килим (1933)
- Кражбата в експреса (1931)
- На тъмен кръстопът (1930)
- Чарли Чаплин на Витоша (1924)

Като актьор:
- Пред отечеството да забравим омразата си (1935) ... Горан
- Кражбата в експреса (1931) ... Шарл дьо Зерноа
- На тъмен кръстопът (1930) ... Горан
- Чарли Чаплин на Витоша (1924) ... Чарли Чаплин
- Виновна ли е? (1921)

Като оператор:
- Отечествен кинопреглед (1982)
- Той не умира (1949)
- Мене ме, мамо, змей люби (1946)
- Селското чудовище (1939)
- Врагове (1938)
- Атентатът в Света Неделя (1925)